# Arisa Nakajima
Arisa Nakajima  (中島 安里紗 Nakajima Arisa, nacida el 6 de abril de 1989) es una luchadora profesional japonesa quien compite en el circuito independiente en Japón. Ella fue entrenada por la empresa Major Girl's Fighting AtoZ, Nakajima hizo su debut en enero de 2006, pero cuando la empresa se cerró el siguiente mayo, se transfirió a JWP Joshi Puroresu desde 2006 hasta el 2016. Nakajima se retiró de la lucha libre profesional en junio de 2009, pero regresó a JWP en abril de 2012.

## Carrera

### Major Girl's Fighting AtoZ (2006)
Nakajima comenzó a entrenar lucha libre profesional con la empresa local Major Girl's Fighting AtoZ a la edad de 16 años en 2005 e hizo su debut el 3 de enero de 2006, frente a su compañera novata Mika Mizunuma en Korakuen Hall. Durante sus primeros meses en el negocio, Nakajima luchó varios otros combates contra Mizunuma, incluida una serie de luchas "Lo mejor de tres" en febrero y una revancha individual el 18 de marzo en Korakuen Hall, que Nakajima ganó. Nakajima y Mizunuma también lucharon entre sí en un evento de Wrestling Marvelous of the Future (WMF) el 27 de marzo, con Nakajima recogiendo la victoria. Sin embargo, la carrera de Nakajima con AtoZ terminó abruptamente, cuando la promoción cerró sus puertas luego de un evento el 3 de mayo en el Salón Korakuen.

### JWP Joshi Puroresu (2006-2016)
Aunque todavía está afiliada a AtoZ, Nakajima hizo su debut para JWP Joshi Puroresu el 30 de abril de 2006, cuando se enfrentó a Kaori Yoneyama siendo derrotada. Después del cierre de AtoZ, Nakajima comenzó a trabajar regularmente para JWP, comenzando el 21 de mayo. Sin embargo, ella todavía estaba oficialmente sin una empresa en el hogar, trabajando como freelance para varias promociones, a menudo trabajando en equipo con la alumna de AtoZ Sachie Abe como el equipo "Hysteric Babe". En JWP, Hysteric Babe se unió solo una vez, el 16 de julio, cuando fueron derrotados por Ran Yu-Yu y Toshie Uematsu en un combate para determinar los contendientes número uno para el JWP Tag Team Championship. En agosto, Nakajima hizo varias apariciones para la nueva promoción Ice Ribbon.
Durante un evento de JWP el 6 de agosto, tanto Nakajima como Abe anunciaron que habían firmado con la empresa, convirtiéndose en miembros de pleno derecho de su lista, y Nakajima se convirtió en el primer luchador de JWP nacido en el período Heisei. Después, Abe abandonó Nakajima para reformar su antiguo equipo JDStar "The☆Wanted!?" con Kazuki. Después de una serie de derrotas, Nakajima finalmente recogió su primera victoria de JWP el 3 de septiembre, cuando derrotó a Yuri Urai. El 26 de noviembre, Nakajima participó en un torneo por el Campeonato Junior de JWP vacante, derrotando a Hanako Kobayashi en la primera ronda. El torneo continuó el 12 de diciembre, cuando Nakajima derrotó a Hiroyo Matsumoto en semifinales. Finalmente, en la víspera de Navidad, Nakajima derrotó al representante de Ice Ribbon, Aoi Kizuki, en la final para convertirse en la nueva Campeona Junior de JWP. El año de JWP terminó con la promoción nombrando a Nakajima como el recién llegado 2006 del año. Antes de fin de año, Nakajima hizo su primera defensa exitosa de su título recién ganado, cuando derrotó a Mai Ichii en un evento NEO Japan Ladies Pro Wrestling el 31 de diciembre.
El 11 de febrero de 2008, Nakajima participó en un torneo para determinar el contendiente número uno para el Campeonato Peso Abierto de JWP. Después de ganar solo uno de sus cuatro luchas de la etapa de todos contra todos, Nakajima no pudo avanzar a la final del torneo. El 8 de junio, Nakajima derrotó a Tyrannosaurus Okuda en un evento de JWP para recuperar el JWP Junior y Princess of Pro-Wrestling Championships. Nakajima hizo su primera defensa del título el 12 de octubre, derrotando a la representante de Sendai Girls 'Pro Wrestling Ryo Mizunami. Después de un reinado de 196 días, perdió los títulos ante Hiroyo Matsumoto el 21 de diciembre en un evento realizado por la promoción Ibuki. El 21 de febrero de 2009, Nakajima, en equipo con Toujyuki Leon, recibió su primera oportunidad en el JWP Tag Team y en el Campeonato Femenino en Parejas de Daily Sports, pero los dos fueron derrotados por los campeones defensores, Keito y Yumiko Hotta. 
El 19 de abril de 2009, Nakajima fue derrotada por Saki Maemura. Después del combate, JWP marcó a Nakajima de la acción dentro del ring debido a "mala salud". El 31 de mayo, Nakajima renunció oficialmente a JWP y tres días después anunció su retiro de la lucha libre profesional, sin embargo, manteniendo la puerta abierta para un posible regreso en el futuro.
Después de permanecer inactiva durante dos años y medio, Nakajima regresó por sorpresa a JWP el 23 de diciembre de 2011 y anunció que regresaría al año siguiente. Nakajima luchó de regreso el 22 de abril de 2012, en el evento del vigésimo aniversario de JWP, donde se unió con su expareja de Hysteric Babe, Sachie Abe, en un esfuerzo por perder contra el equipo de Hanako Nakamori y Misaki Ohata. Nakajima luego formó un equipo de etiqueta con Manami Katsu y obtuvo su primera victoria desde su regreso el 20 de mayo, cuando los dos derrotaron a Leon y Rabbit Miu en un combate de equipo de etiqueta. El 17 de junio, Nakajima y Katsu recibieron una oportunidad en los Campeonatos JWP Tag Team y Daily Sports Women's Team Tag, pero no pudieron destronar a los campeones defensores, Emi Sakura y Kaori Yoneyama. El 24 de junio, Nakajima y Katsu hicieron su debut para la promoción Reina X World, perdiendo ante La Malcriada y Zeuxis en el evento principal de la noche. Nakajima y Katsu obtuvieron su primera victoria de Reina X World en el siguiente evento el 7 de julio, cuando derrotaron a Micro y Puchi Tomato

## Campeonatos y logros
- Ice Ribbon
  - International Ribbon Tag Team Championship (1 vez) – con Tsukasa Fujimoto

- JDStar
  - League Princess (2007)

- JWP Joshi Puroresu
  - Daily Sports Women's Tag Team Championship (2 veces) – con Command Bolshoi (1) y Tsukasa Fujimoto (1)
  - JWP Junior Championship (2 veces)
  - JWP Openweight Championship (4 veces)
  - JWP Tag Team Championship (2 veces) – con Command Bolshoi (1) y Tsukasa Fujimoto (1)
  - Princess of Pro-Wrestling Championship (2 veces)

- REINA Joshi Puroresu
  - CMLL-Reina International Championship (1 vez)
  - Reina World Tag Team Championship (1 vez) – con Kana

- Seadlinnng
  - Beyond the Sea Championship (1 vez, actual)

- Pro Wrestling Illustrated
  - Situada en el Nº44 en los PWI Female 50 de 2017[7]